# Комарово (Нагорський район)
Кома́рово (рос. Комарово) — присілок у складі Нагорського району Кіровської області, Росія. Входить до складу Метелівського сільського поселення.
Населення становить 33 особи (2010, 42 у 2002).
Національний склад станом на 2002 рік — росіяни 91 %.